# Kigami Yoshiji
Kigami Yoshiji (木上 益治 Kigami Yoshiji) (28 tháng 12, 1957 – 18 tháng 7, 2019) là đạo diễn hoạt hình người Nhật Bản. Ông đã từng làm việc tại công ty Shin-Ei Animation và sau đó trở thành nhân viên làm việc tại Kyōto Animation.
Vào ngày 18 tháng 7 năm 2019, trong Vụ phóng hỏa Kyōto Animation, Kigami đã thiệt mạng cùng với 35 đồng nghiệp của mình. Kigami ban đầu được tuyên bố là mất tích sau vụ phóng hoả. Nhưng đến ngày 2 tháng 8 năm 2019, ông đã xác nhận tử vong.